# Campeonato Nacional de Fútbol Playa de Panamá 2019
El CN de Fútbol Playa 2019 es la tercera versión del torneo organizado por la FEPAFUT y en el que participan doce selecciones provinciales.
El equipo ganador de este torneo fue Coclé quien se llevó el título de campeón.

### Equipos participantes
| Equipos participantes | Equipos participantes | Equipos participantes |
| --------------------- | --------------------- | --------------------- |
| Bocas del Toro        | Coclé                 | Colón                 |
| Chiriquí              | Chiriquí Occidente    | Darién                |
| Herrera               | Los Santos            | Panamá Este           |
| Panamá Oeste          | Veraguas              | San Miguelito         |

### Fase de grupos
Los dos mejores de cada grupo pasan a las semifinales.

## Grupo A
|    | Equipos       | PJ | G | E | P | GF | GC | Dif. | Pts. |
| -- | ------------- | -- | - | - | - | -- | -- | ---- | ---- |
| 1. | Coclé         | 5  | 4 | 0 | 1 | 27 | 23 | 4    | 12   |
| 2. | Darién        | 5  | 3 | 1 | 1 | 30 | 23 | 7    | 10   |
| 3. | San Miguelito | 5  | 3 | 1 | 1 | 18 | 12 | 6    | 10   |
| 4. | Colón         | 5  | 2 | 1 | 2 | 17 | 17 | 0    | 7    |
| 5. | Veraguas      | 5  | 1 | 1 | 3 | 20 | 26 | -3   | 1    |
| 6. | Herrera       | 5  | 0 | 0 | 5 | 13 | 24 | -11  | 0    |

| Fecha       | Partido       | Partido | Partido  | Resultado |
| ----------- | ------------- | ------- | -------- | --------- |
| 15 de marzo | San Miguelito | vs.     | Colón    | 3-0       |
| 15 de marzo | Darién        | vs.     | Herrera  | 6-3       |
| 15 de marzo | Coclé         | vs.     | Veraguas | 8-5       |
| 16 de marzo | Veraguas      | vs.     | Herrera  | 4-2       |
| 16 de marzo | Coclé         | vs.     | Colón    | 4-2       |
| 16 de marzo | San Miguelito | vs.     | Darién   | 3-3       |
| 18 de marzo | San Miguelito | vs.     | Coclé    | 3-5       |
| 18 de marzo | Veraguas      | vs.     | Darién   | 6-7       |
| 18 de marzo | Herrera       | vs.     | Colón    | 1-5       |
| 19 de marzo | Colón         | vs.     | Darién   | 7-6       |
| 19 de marzo | Herrera       | vs.     | Coclé    | 5-6       |
| 19 de marzo | San Miguelito | vs.     | Veraguas | 6-2       |
| 20 de marzo | Colón         | vs.     | Veraguas | 3-3       |
| 20 de marzo | San Miguelito | vs.     | Herrera  | 3-2       |
| 20 de marzo | Darién        | vs.     | Coclé    | 8-4       |

## Grupo B
|    | Equipos            | PJ | G | E | P | GF | GC | Dif. | Pts. |
| -- | ------------------ | -- | - | - | - | -- | -- | ---- | ---- |
| 1. | Chiriquí           | 5  | 3 | 0 | 2 | 20 | 20 | 0    | 9    |
| 2. | Los Santos         | 5  | 2 | 2 | 1 | 22 | 18 | 4    | 8    |
| 3. | Panamá Este        | 5  | 2 | 2 | 1 | 21 | 18 | 3    | 8    |
| 4. | Chiriquí Occidente | 5  | 2 | 2 | 1 | 17 | 19 | -2   | 8    |
| 5. | Bocas del Toro     | 5  | 1 | 2 | 2 | 22 | 22 | 0    | 5    |
| 6. | Panamá Oeste       | 5  | 0 | 2 | 3 | 20 | 25 | -5   | 2    |

| Fecha       | Partido            | Partido | Partido            | Resultado |
| ----------- | ------------------ | ------- | ------------------ | --------- |
| 15 de marzo | Los Santos         | vs.     | Bocas del Toro     | 4-4       |
| 15 de marzo | Panamá Este        | vs.     | Chiriquí Occidente | 5-5       |
| 15 de marzo | Panamá Oeste       | vs.     | Chiriquí           | 4-6       |
| 16 de marzo | Chiriquí           | vs.     | Chiriquí Occidente | 2-3       |
| 16 de marzo | Panamá Oeste       | vs.     | Bocas del Toro     | 4-6       |
| 16 de marzo | Los Santos         | vs.     | Panamá Este        | 2-6       |
| 18 de marzo | Los Santos         | vs.     | Panamá Oeste       | 4-4       |
| 18 de marzo | Chiriquí           | vs.     | Panamá Este        | 3-1       |
| 18 de marzo | Chiriquí Occidente | vs.     | Bocas del Toro     | 3-3       |
| 19 de marzo | Bocas del Toro     | vs.     | Panamá Este        | 4-5       |
| 19 de marzo | Chiriquí Occidente | vs.     | Panamá Oeste       | 5-4       |
| 19 de marzo | Los Santos         | vs.     | Chiriquí           | 7-3       |
| 20 de marzo | Bocas del Toro     | vs.     | Chiriquí           | 5-6       |
| 20 de marzo | Los Santos         | vs.     | Chiriquí Occidente | 5-1       |
| 20 de marzo | Panamá Este        | vs.     | Panamá Oeste       | 4-4       |

### Ronda Final
La ronda final consta de los partidos de semifinales y la final del campeonato.
Los primeros dos equipos de cada grupo jugarán, de manera cruzada, las semifinales. El primero del grupo A jugará ante el segundo del grupo B y el primero del grupo B lo hará ante el segundo del grupo A.
Los dos ganadores se enfrentarán en la final.

## Semifinales y Final
|  | Semifinales (22 de marzo) | Semifinales (22 de marzo) | Semifinales (22 de marzo) |        |       | Final (24 de marzo) | Final (24 de marzo) | Final (24 de marzo) |  |
|  |                           |                           |                           |        |       |                     |                     |                     |  |
|  |                           |                           |                           |        |       |                     |                     |                     |  |
|  | Coclé                     | Coclé                     | 8                         |        |       |                     |                     |                     |  |
|  | Coclé                     | Coclé                     | 8                         |        |       |                     |                     |                     |  |
|  | Los Santos                | Los Santos                | 5                         |        |       |                     |                     |                     |  |
|  | Los Santos                | Los Santos                | 5                         |        | COCLÉ | COCLÉ               | 4                   |                     |  |
|  |                           |                           |                           |        | COCLÉ | COCLÉ               | 4                   |                     |  |
|  |                           |                           | Darién                    | Darién | 3     |                     |                     |                     |  |
|  | Chiriquí                  | Chiriquí                  | Darién                    | Darién | 3     | 4                   |                     |                     |  |
|  | Chiriquí                  | Chiriquí                  |                           |        |       | 4                   |                     |                     |  |
|  | Darién                    | Darién                    | 12                        |        |       |                     |                     |                     |  |
|  | Darién                    | Darién                    | 12                        |        |       |                     |                     |                     |  |
|  |                           |                           |                           |        |       |                     |                     |                     |  |

## Campeón
|                     |
| COCLÉ Primer título |